# Atín Aya
Joaquín Aya Abaurre (Sevilla, 1955 – 2007), conocido como Atín Aya, fue un fotógrafo español reconocido por su trabajo en fotoperiodismo y fotografía documental. Su obra retrata la vida cotidiana en Andalucía, especialmente en zonas rurales. Utiliza un estilo en blanco y negro que, según el Centro Virtual Cervantes, evoca a reconocidos fotógrafos como Richard Avedon y Dorothea Lange.

## Biografía
Nacido en Sevilla en 1955, Atín Aya estudió Ciencias de la Educación en la Universidad de Navarra y Psicología en la Universidad de Granada. En 1981 se trasladó a Madrid, donde cursó estudios de fotografía en Photocentro y comenzó a trabajar en la agencia Cover.
Durante su carrera colaboró con medios como ABC, Diario 16 Andalucía, Panorama y Cambio 16, además de participar en múltiples exposiciones.
Uno de sus trabajos más destacados, la serie Las Marismas, fue realizada en blanco y negro mientras trabajaba a color como fotógrafo oficial para la Exposición Universal de Sevilla de 1992. Esta serie documental ofrece una mirada íntima y humanista sobre la vida en las marismas del Guadalquivir, contraponiéndose al relato oficial del progreso que representaba la Expo.
Falleció en Sevilla en 2007.

## Obra fotográfica
Sus principales series reflejan la vida rural y urbana andaluza:
- Marismas del Guadalquivir (1991–1996): Retratos que capturan la vida cotidiana de los habitantes de las marismas y su estrecha relación con el entorno natural.
- Cortijos, haciendas y lagares (1997): Documentación fotográfica de la arquitectura rural tradicional andaluza.
- Los andaluces (2002): Retratos que muestran escenas cotidianas desde una perspectiva cercana e íntima.
- Paisanos (2010): Publicada póstumamente, esta serie retrata a habitantes rurales andaluces, destacando su dignidad y humanidad.

## Publicaciones
Según la Biblioteca Nacional de España, sus obras publicadas son:
- Imágenes de la Maestranza (1994)[5]
- Las Marismas del Guadalquivir (2000)[6]
- Sevillanos (2001)[7]
- Paisanos (2010, póstuma)[8]

## Exposiciones
- Soho Photo Gallery, Nueva York.
- En la Diputación Provincial de Sevilla y en el Conde Duque de Madrid, en el marco de PHotoEspaña 2000.[9]

- Día Internacional de los Archivos (9-13 de junio de 2025), Archivo General de Andalucía, Sevilla. Exposición con fotografías de Atín Aya organizada por la Junta de Andalucía con motivo del Día Internacional de los Archivos.[10]

Además, participó en diversas exposiciones colectivas, como Cuando el tiempo se detiene, organizada por el Área de Cultura del Ayuntamiento de Sevilla en el Casino de la Exposición en 1998, y comisariada por el fotógrafo José A. Zamora.
Su obra forma parte de colecciones permanentes en instituciones destacadas, como la Comunidad de Madrid y el Museo Nacional Centro de Arte Reina Sofía (Madrid).

## Reconocimientos
- Beca FotoPres (1996), por la serie Marismas del Guadalquivir.
- Primer premio FotoPres en la categoría Cultura y Espectáculo (1990).

## Archivo y legado
En 2022, el Archivo General de Andalucía recibió en depósito temporal el archivo fotográfico de Atín Aya, compuesto por más de 70.000 fotogramas, incluyendo negativos, hojas de contacto y diapositivas. El acuerdo, con una duración inicial de diez años prorrogables, fue firmado por su hija María Aya Orellana y la Consejería de Cultura y Patrimonio Histórico de la Junta de Andalucía.
Desde 2015, la Sala Atín Aya en Sevilla lleva su nombre en homenaje a su contribución a la fotografía contemporánea.
Su serie Las Marismas sirvió de inspiración fundamental para los creadores de la película La isla mínima, contribuyendo al imaginario visual de la cinta con su mirada profunda y humanista.
En 2024 se estrenó el documental Atín Aya: Retrato del silencio, que profundiza en la trayectoria del fotógrafo sevillano, rescatando su legado a través de entrevistas, imágenes de archivo y testimonios que destacan su capacidad para captar con sensibilidad a los protagonistas de una Andalucía olvidada.